# حسن درزی
حسن درزی (زادهٔ ۱۳۳۶ در بوکان) شاعر، ترانه‌سرا و آهنگ‌ساز کرد اهل ایران است.

## زندگی
حسن درزی در سال ۱۳۳۶ خورشیدی در شهر بوکان به دنیا آمد. ازهمان ابتدای نوجوانی و جوانی علاقهٔ خاصی به موسیقی و شعر فولکلور کردی داشت و از آن دوران در کلاس‌های موسیقی شرکت می‌کرد. وی علاقهٔ زیادی به صدای هنرمند نامدار کرد حسن زیرک داشت.
حسن درزی در منطقهٔ فیض الله بیگی بوکان بعد از مدتی شهرت و آوازهٔ پیدا کرد و شروع به سرودن و خواندن اشعار کردی کرد. حسن درزی در کنار استادانی همچون امیر مینایی و رشید فیض نژاد تعلیم دیده‌است.
همچنین در کنار موسیقی به مدت بیست سال در سمت دبیری فعالیت کرد. حسن درزی در طول دههٔ‌های ۶۰ و ۷۰ توانست ۴ آلبوم از ترانه‌ها و اشعار خود را منتشر کند. در سال ۱۳۷۰ از ایران خارج شد و اکنون در انگلستان زندگی می‌کند.